# Felipe Colares
Luis Felipe Dias Colares (Macapá, 31 de marzo de 1994-Río de Janeiro, 1 de mayo de 2023) fue un artista marcial mixto brasileño que compitió en la división de peso gallo de Ultimate Fighting Championship.

## Antecedentes
Creció en Macapá, y comenzó a entrenar judo a los siete años, y a los 15 empezó a practicar jiu-jitsu brasileño, taekwondo y muay thai.

## Carrera en las artes marciales mixtas

### Carrera temprana
Compiló un récord invicto de MMA de 8-0 luchando dentro del circuito regional brasileño de MMA que culminó con su victoria del título de peso pluma de Jungle Fight antes de firmar por UFC en enero de 2019.

### Ultimate Fighting Championship
Hizo su debut en la UFC en el peso ligero contra Geraldo de Freitas el 2 de febrero de 2019 en UFC Fight Night: Assunção vs. Moraes 2. Perdió el combate por decisión unánime.
Luego regresó al peso gallo y se enfrentó a Domingo Pilarte el 20 de julio de 2019 en UFC on ESPN: dos Anjos vs. Edwards. Ganó el combate por decisión dividida.
Se enfrentó a Montel Jackson el 25 de enero de 2020 en UFC Fight Night: Blaydes vs. dos Santos. Perdió el combate por decisión unánime.
Estaba programado para enfrentarse a Gustavo Lopez el 7 de noviembre de 2020 en UFC Fight Night: Felder vs. dos Anjos. Sin embargo, se retiró del combate programado en el peso gallo contra Gustavo Lopez durante la semana del combate, ya que dio positivo por COVID-19.
Estaba inicialmente programado para enfrentarse a Journey Newson en UFC on ESPN: Reyes vs. Procházka el 1 de mayo de 2021. Sin embargo, Newson se retiró del combate y fue reemplazado por Luke Sanders - cuyo oponente también se retiró del evento- en un combate de peso pluma el 1 de mayo de 2021 en UFC on ESPN: Reyes vs. Procházka. Ganó el combate por decisión unánime.
Se enfrentó a Chris Gutiérrez el 9 de octubre de 2021 en UFC Fight Night: Dern vs. Rodriguez. Perdió el combate por decisión unánime.
Se enfrentó Chase Hooper el 21 de mayo de 2022 en UFC Fight Night: Holm vs. Vieira. Perdió el combate por TKO en el tercer asalto.

## Muerte
El 1 de mayo de 2023, cuando Colares regresaba de su entrenamiento matutino en el Team Nogueira en el oeste de Río de Janeiro, fue atropellado por un autobús. Los peleadores llegaron a la escena y fue llevado al Hospital Richa Faria con múltiples lesiones, falleciendo en el camino. Murió a los 29 años de edad. Deja esposa y un bebé de seis meses. Fue enterrado en el Cementerio de San José de su natal Macapá.

## Campeonatos y logros
- Jungle Fight
  - Campeonato de Peso Pluma de Jungle Fight (una vez)[8][9]

## Récord en artes marciales mixtas
| Resultado | Récord | Oponente                      | Método                                     | Evento                                  | Fecha                    | Ronda | Tiempo | Localización                | Notas                                                     |
| --------- | ------ | ----------------------------- | ------------------------------------------ | --------------------------------------- | ------------------------ | ----- | ------ | --------------------------- | --------------------------------------------------------- |
| Derrota   | 10-4   | Chase Hooper                  | TKO (puñetazos)                            | UFC Fight Night: Holm vs. Vieira        | 21 de mayo de 2022       | 3     | 3:00   | Las Vegas, Nevada           | Combate de peso pluma.                                    |
| Derrota   | 10-3   | Chris Gutiérrez               | Decisión (dividida)                        | UFC Fight Night: Dern vs. Rodriguez     | 9 de octubre de 2021     | 3     | 5:00   | Las Vegas, Nevada           |                                                           |
| Victoria  | 10-2   | Luke Sanders                  | Decisión (unánime)                         | UFC on ESPN: Reyes vs. Procházka        | 1 de mayo de 2021        | 3     | 5:00   | Las Vegas, Nevada           | Combate de peso pluma.                                    |
| Derrota   | 9-2    | Montel Jackson                | Decisión (unánime)                         | UFC Fight Night: Blaydes vs. dos Santos | 25 de enero de 2020      | 3     | 5:00   | Raleigh, Carolina del Norte |                                                           |
| Victoria  | 9-1    | Domingo Pilarte               | Decisión (dividida)                        | UFC on ESPN: dos Anjos vs. Edwards      | 20 de julio de 2019      | 3     | 5:00   | San Antonio, Texas          | Regreso al peso gallo.                                    |
| Derrota   | 8-1    | Geraldo de Freitas            | Decisión (unánime)                         | UFC Fight Night: Assunção vs. Moraes 2  | 2 de febrero de 2019     | 3     | 5:00   | Fortaleza                   |                                                           |
| Victoria  | 8-0    | Caio Gregorio                 | Decisión (unánime)                         | Jungle Fight 92                         | 30 de septiembre de 2017 | 3     | 5:00   | Belo Horizonte              | Ganó el vacante Campeonato de Peso Pluma de Jungle Fight. |
| Victoria  | 7-0    | Jordano Abdon                 | Sumisión (estrangulamiento del brazo)      | Jungle Fight 86                         | 30 de abril de 2016      | 3     | 3:25   | Palmas                      |                                                           |
| Victoria  | 6-0    | Thiago Luis Bonifácio Silva   | TKO (retiro)                               | Jungle Fight 83                         | 28 de noviembre de 2015  | 1     | 2:38   | Río de Janeiro              | Debut en el peso pluma.                                   |
| Victoria  | 5-0    | Clesio Silva                  | Sumisión (estrangulamiento por detrás)     | Max Fight 15: Ilha Comprida             | 4 de julio de 2015       | 2     | 4:50   | Isla Comprida               |                                                           |
| Victoria  | 4-0    | Eduardo Hanke                 | Sumisión (estrangulamiento por guillotina) | Talent MMA Circuit 12: Campinas 2014    | 20 de septiembre de 2014 | 1     | 4:14   | Campinas                    |                                                           |
| Victoria  | 3-0    | Eder Costa da Gama            | Sumisión (estrangulamiento por guillotina) | North Extreme Cagefighting 12           | 30 de noviembre de 2013  | 1     | 2:18   | Macapá                      |                                                           |
| Victoria  | 2-0    | David William da Silva Farias | KO                                         | ExpoFight Amapá                         | 1 de octubre de 2013     | 1     | 3:10   | Macapá                      |                                                           |
| Victoria  | 1-0    | Evandro Souza Balieiro        | Sumisión (estrangulamiento por guillotina) | North Extreme Cagefighting 9            | 20 de julio de 2013      | 1     | N/A    | Macapá                      | Debut en el peso gallo.                                   |